# Севастопольская улица (Губкин)
Севасто́польская у́лица — улица в городе Губкин, Белгородская область, Россия.

## Расположение
Севастопольская улица находится недалеко от железнодорожного вокзала Губкина. Начинается от улицы Чернышевского и заканчивается возле Преображенской улицы.

## История
Улица застроена как высотными многоквартирными домами, так и частными малоэтажными. В 1980-е годы застраивалась пятиэтажными хрущёвками во время строительства микрорайона Журавлики. Далее в 2000-е застраивалась более современными «панельками».

## Пересекает улицы
Севастопольская улица пересекает следующие улицы:
- Улица Чернышевского
- Улица Пильчикова
- Овражная улица
- Московская улица
- Улица 8 Марта
- Улица Гоголя
- Улица Космонавтов
- Улица Маяковского
- Улица Карла Маркса
- Улица Свердлова

## Достопримечательности
- Парк «Чудо-юдо град»[3].
- Сквер Пушкина и памятник А. С. Пушкину[4].
- Мемориал «Журавли».

## Инфраструктура
Вдоль улицы имеются в шаговой доступности школы, детские сады, магазины, ТЦ, больница, кафе, спортивные площадки, бассейн.

## Транспорт
- По улице ходят автобусы №: 12, 22б, 130, 5а, 7а, 9, 10, 13, 61, 113, 120, 125.